# Legwan kubański
Legwan kubański (Cyclura nubila) – gatunek gada łuskonośnego z rodziny legwanowatych (Iguanidae).
Podgatunki
Wyróżnia się dwa podgatunki:
- Cyclura nubila nubila (Gray, 1831)
- Cyclura nubila caymanensis Barbour & Noble, 1916

Dotychczas klasyfikowany jako podgatunek C. n. lewisi został uznany za odrębny gatunek Cyclura lewisi

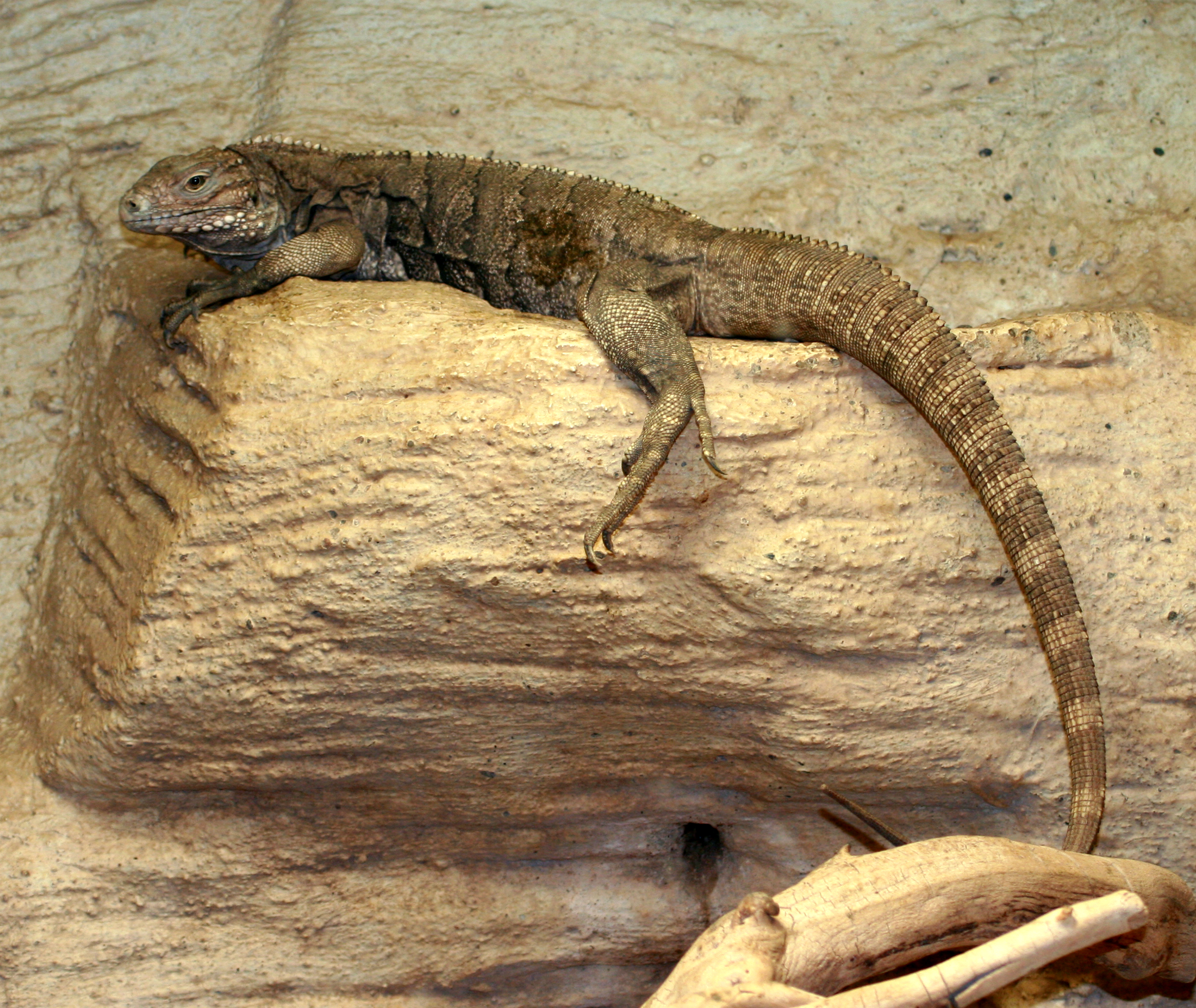
W ogrodzie zoologicznym w Pradze

WystępowaniePodgatunek nominatywny występuje na Kubie i na 4 tys. wysp i wysepek wokół Kuby, w tym Isla de la Juventud. Introdukowany na wysepkę Isla Magueyes u wybrzeży Portoryko. Podgatunek caymanensis zamieszkuje Kajmany.
MorfologiaDługość od czubka pyska do otworu kloaki: samce 405 mm, samice 320 mm. Ubarwienie od czarnego przez czerwone do oliwkowozielonego. Młode osobniki mają zwykle zielony lub ciemnobrązowy kolor.
PożywieniePodobnie jak inne gatunki z rodzaju Cyclura, legwan kubański jest głównie roślinożerny. 95% pokarmu stanowią liście, kwiaty i owoce 30 różnych gatunków roślin, takich jak dziki tymianek, kolczasta gruszka (Opuntia stricta), oliwki i różne trawy. Skład diety uzupełnia materią zwierzęcą, najczęściej zjada kraby Cardisoma guanhumi.
Status zagrożenia i ochronaW Czerwonej księdze gatunków zagrożonych IUCN legwan kubański jest klasyfikowany jako gatunek narażony (VU – Vulnerable). Podobnie jak inni przedstawiciele rodzaju Cyclura, gatunek ten jest ujęty w I załączniku konwencji waszyngtońskiej (CITES).